# Campeonato Regional de Baleares
El Campeonato Regional de Baleares fue una competición de fútbol a nivel regional que disputaron oficialmente desde 1923 los clubes adscritos a la Federación Balear de Fútbol, aunque se venía disputando de manera oficiosa desde años atrás. Se disputaba entre los campeones de dos de las islas del archipiélago, Mallorca y Menorca, futbolísticamente mucho más avanzadas que Ibiza y Formentera en aquellos años.
En cada isla el campeonato se disputaba en sistema de liga, mientras que el campeonato balear se jugaba a uno o dos partidos entre los campeones insulares de Mallorca y Menorca, como únicas competiciones territoriales existentes.
Se jugó hasta 1940, cuando los campeonatos regionales se convirtieron en divisiones inferiores de la Liga Española de fútbol.

## Historia

### Campeonatos no oficiales (1908-23)
Después de la llegada de la práctica futbolística a las islas hacia 1902 se disputaron esporádicamente, por iniciativa privada y sin regularidad varios campeonatos oficiosos de ámbito insular en Mallorca y Menorca, hasta la creación de una primera estructura federativa en 1923. Así se disputaron varios en Mallorca entre 1904 y 1919, y en Menorca entre 1906 y 1923. En Ibiza la práctica futbolística no surgió hasta 1923, así que apenas tuvo protagonismo.
A raíz de esta actividad por islas surgieron campeonatos de ámbito balear que enfrentaron a los ganadores de los campeonatos insulares.

### Ediciones del Comité Provincial Balear (1923-26)
En 1923 se fundó el Comité Provincial Balear, una subdivisión de la Federación Catalana de Fútbol encargada de organizar y administrar los primeros años de competición oficial en las Islas Baleares hasta el nacimiento de una federación autónoma. El nuevo ente organizó los campeonatos insulares en Mallorca, Menorca y, transitoriamente, uno en Ibiza de corta vida (1924-25).
Las competiciones del Comité formaban parte de la Segunda Categoría de la Federación Catalana de Fútbol. Sin embargo este nombre era engañoso, ya que en realidad era un tercer nivel de competición, puesto que por encima de Segunda existían la Primera A y la Primera B.
Desde su organización se estipuló que los ganadores de los campeonatos de liga de Mallorca y Menorca disputarían el campeonato balear, fórmula que se mantuvo con algunas variaciones hasta 1940. Entre 1923 y 1926 el Comité gestionó dicha competición hasta independizarse de la Federación Catalana.
En la temporada 1925-26 la competición balear sufrió una escisión que organizó su propia competición paralela, la Federación Balear de Fútbol Asociación, y que afectó a todas las islas. Dicha escisión se resolvió poco antes de finalizar la temporada y justo a tiempo para organizar la nueva Federación Balear.

### Ediciones de la Federación Balear de Fútbol (1926-40)
El 21 de junio de 1926 la Federación Española de Fútbol aprobó la constitución de la Federación Balear de Foot-Ball. Desde entonces el nuevo ente federativo fue plenamente autónomo para organizar las competiciones locales, tal como hacían el resto de campeonatos regionales de España dando acceso a disputar el Campeonato de España de Copa.
En la temporada 1927-28 la competición sufrió una nueva escisión poco antes de empezar. Los equipos escindidos se agruparon en el denominado Bloque de Defensa Balear y organizaron su propia competición en todas las islas. Ambas se disputaron en paralelo hasta el tercio final de la temporada, en que se produjo la reunificación. Las competiciones del Bloque se dejaron de disputar y quedaron inacabadas.
Desde la temporada 1927-28 el campeón balear tuvo derecho a disputar la Copa del Rey. El primer equipo en hacerlo fue la Unión Deportiva Mahón, que perdió ante el subcampeón del campeonato catalán, el Club Esportiu Europa.
Entre 1929 y 1933 el Campeonato de Baleares no se jugó por la expulsión de los equipos menorquines de la Federación. Durante esos años el único campeonato insular jugado fue el de Mallorca por lo que, tácitamente, también fue campeonato balear.
Durante la guerra civil española el campeonato balear dejó de disputarse debido a que el campeonato menorquín dejó de jugarse y a que ambas islas estuvieron en bandos diferentes hasta casi el final de la contienda.
En 1940 los campeonatos insulares fueron convertidos en categorías inferiores de la Liga Española de fútbol, tal como sucedió con el resto de campeonatos regionales. El Campeonato de Baleares como tal se siguió disputando a título honorífico entre los campeones de Primera Regional de Mallorca y Menorca (nueva denominación de los campeonatos insulares) y sin variar la fórmula de disputa. En cualquier caso, fue perdiendo gradualmente importancia a medida que los principales clubes baleares iban ascendiendo a categorías nacionales. Se disputó hasta la temporada 1977-78, transformado en fase de ascenso y renombrado como tal.

## Historial
En total se disputaron 12 ediciones del campeonato balear, de las cuales ocho fueron ganadas por equipos de Mallorca y cuatro de Menorca.
Nombres de los equipos según la época.
| Temporada                         | Campeón                                                                             | Resultado                                                                           | Subcampeón                                                                          | Notas                                                                                           |
| Campeonato de Baleares            | Campeonato de Baleares                                                              | Campeonato de Baleares                                                              | Campeonato de Baleares                                                              | Campeonato de Baleares                                                                          |
| --------------------------------- | ----------------------------------------------------------------------------------- | ----------------------------------------------------------------------------------- | ----------------------------------------------------------------------------------- | ----------------------------------------------------------------------------------------------- |
| 1908-09                           | Club Mahonés                                                                        | 1 - 0, 2 - 1                                                                        | Veloz S. B.                                                                         | Primer torneo oficioso, organizado por el Veloz S. B.                                           |
| 1915-16                           | Veloz S. B.                                                                         | —                                                                                   | Mahón F. C.                                                                         | Torneo organizado por el Veloz S. B.. El Mahón F. C. se retiró antes de disputar el encuentro   |
| 1919                              | R. S. Alfonso XIII F. C.                                                            | 1 - 0, 0 - 1, 3 - 0 (des.)                                                          | Mahón F. C.                                                                         | Torneo organizado por la R. S. Alfonso XIII F. C. Final decidida en desempate                   |
| Campeonato Provincial de Baleares |                                                                                     |                                                                                     |                                                                                     |                                                                                                 |
| 1923-24                           | R. S. Alfonso XIII F. C.                                                            | 4 - 1, 1 - 1                                                                        | U. S. Mahón                                                                         | Primer campeonato oficial del CPBF                                                              |
| 1924-25                           | R. S. Alfonso XIII F. C.                                                            | 2 - 1, 1 - 0                                                                        | Mahón F. C.                                                                         |                                                                                                 |
| 1925-26                           | U. S. Mahón                                                                         | 1 - 1, 2 - 1                                                                        | R. S. Alfonso XIII F. C.                                                            |                                                                                                 |
| 1925-26 (esc.)                    | Mahón F. C.                                                                         | 2 - 1, 2 - 0                                                                        | Regional F. C.                                                                      |                                                                                                 |
| Campeonato Regional de Baleares   |                                                                                     |                                                                                     |                                                                                     |                                                                                                 |
| 1926-27                           | R. S. Alfonso XIII F. C.                                                            | 1 - 0                                                                               | U. S. Mahón                                                                         | Primer campeonato oficial de la FBF                                                             |
| 1927-28                           | U. S. Mahón                                                                         | 1 - 0                                                                               | Baleares F. C.                                                                      |                                                                                                 |
| 1927-28 (esc.)                    | No se disputó                                                                       | No se disputó                                                                       | No se disputó                                                                       | No se disputó                                                                                   |
| 1928-29                           | R. S. Alfonso XIII F. C.                                                            | 5 - 1                                                                               | U. S. Mahón                                                                         |                                                                                                 |
| 1929-30                           | R. S. Alfonso XIII F. C.                                                            | —                                                                                   | Baleares F. C.                                                                      | Vencedor el campeón de Mallorca al expulsarse a los equipos menorquines de la Federación Balear |
| 1930-31                           | R. S. Alfonso XIII F. C.                                                            | —                                                                                   | Constancia F. C.                                                                    | Vencedor el campeón de Mallorca al expulsarse a los equipos menorquines de la Federación Balear |
| 1931-32                           | C. D. Mallorca                                                                      | —                                                                                   | Baleares F. C.                                                                      | Vencedor el campeón de Mallorca al expulsarse a los equipos menorquines de la Federación Balear |
| 1932-33                           | Constancia F. C.                                                                    | —                                                                                   | C. D. Mallorca                                                                      | Vencedor el campeón de Mallorca al expulsarse a los equipos menorquines de la Federación Balear |
| 1933-34                           | No se disputó. Constancia F. C. y C. D. Ciutadella no llegaron a acuerdo de fechas. | No se disputó. Constancia F. C. y C. D. Ciutadella no llegaron a acuerdo de fechas. | No se disputó. Constancia F. C. y C. D. Ciutadella no llegaron a acuerdo de fechas. | No se disputó. Constancia F. C. y C. D. Ciutadella no llegaron a acuerdo de fechas.             |
| 1934-35                           | Constancia F. C.                                                                    | 2 - 1                                                                               | C. D. Ciutadella                                                                    |                                                                                                 |
| 1935-36                           | C. D. Mallorca                                                                      | 4 - 1                                                                               | C. D. Ciutadella                                                                    |                                                                                                 |
| 1936-37                           | No disputado por la Guerra Civil Española                                           | No disputado por la Guerra Civil Española                                           | No disputado por la Guerra Civil Española                                           | No disputado por la Guerra Civil Española                                                       |
| 1937-38                           | No disputado por la Guerra Civil Española                                           | No disputado por la Guerra Civil Española                                           | No disputado por la Guerra Civil Española                                           | No disputado por la Guerra Civil Española                                                       |
| 1938-39                           | No disputado por la Guerra Civil Española                                           | No disputado por la Guerra Civil Española                                           | No disputado por la Guerra Civil Española                                           | No disputado por la Guerra Civil Española                                                       |
| 1939-40                           | Athletic F. C.                                                                      | —                                                                                   | C. D. Mallorca                                                                      | Vencedor el campeón de Mallorca al no disputarse el torneo menorquín                            |

*(esc.): campeonatos organizados por competiciones de clubes escindidos de la Federación.

### Palmarés
El equipo más laureado es el Real Club Deportivo Mallorca, incluyendo los títulos bajo sus anteriores denominaciones, con un total de nueve campeonatos. Le siguen la Unión Deportiva Mahón y el Constancia Foot-Ball Club con dos.
Nombres de los equipos según la época.
| Equipo                          | Títulos | Subcamp. | Años campeonatos (1)                                 | Años subcampeonatos |
| ------------------------------- | ------- | -------- | ---------------------------------------------------- | ------------------- |
| Club Deportivo Mallorca         | 9       | 3        | 1919, 1924, 1925, 1927, 1929, 1930, 1931, 1932, 1936 | 1926, 1933, 1940    |
| Unión Sportiva Mahón            | 2       | 3        | 1926, 1928                                           | 1924, 1927, 1929    |
| Constancia Foot-Ball Club       | 2       | 1        | 1933, 1935                                           | 1931                |
| Veloz Sport Balear              | 1       | 1        | 1916                                                 | 1909                |
| Club Deportivo Menorca          | 1       | 1        | 1926                                                 | 1925                |
| Club Mahonés de Foot-Ball *     | 1       | -        | 1909                                                 | --                  |
| Athletic Fútbol Club de Palma * | 1       | -        | 1940                                                 | --                  |
| Baleares Foot-Ball Club         | -       | 3        | --                                                   | 1928, 1930, 1932    |
| Mahón Foot-Ball Club *          | -       | 2        | --                                                   | 1916, 1919          |
| Club Deportivo Ciudadela        | -       | 2        | --                                                   | 1935, 1936          |
| Regional Foot-Ball Club         | -       | 1        | --                                                   | 1926                |

Nota (1): Indicados en cursiva los campeonatos no oficiales.

## Los campeonatos insulares

### Campeonato de Mallorca
En total se disputaron 25 ediciones del campeonato mallorquín. Entre 1904 y 1919 se disputaron varias ediciones oficiosas, que en algunos casos (1908-09, 1915-16 y 1919) fueron fase previa del campeonato balear.
A partir de la instauración de la competición federada en 1923 el campeón se clasificaba automáticamente para disputar la fase final del Campeonato de Baleares. Entre 1926 y 1929 también se clasificaba el subcampeón.
El campeonato mallorquín empezó con la disputa de una única categoría en la temporada 1923-24. A partir de la 1924-25 se organizó la segunda y, a partir de la 1928-29, una tercera categoría.
A diferencia de la mayoría de campeonatos regionales se disputó durante toda la guerra civil española en todas sus categorías, aunque con crecientes dificultades, y se mantuvo hasta el final de la contienda. Estas ediciones no están reconocidas por la Federación Española de Fútbol como oficiales.
Nombres de los equipos según la época.
| Temporada                                                   | Campeón                                                     | Segundo                                                     | Tercero                                                     | Notas |
| Campeonato de Mallorca (torneo oficioso)                    | Campeonato de Mallorca (torneo oficioso)                    | Campeonato de Mallorca (torneo oficioso)                    | Campeonato de Mallorca (torneo oficioso)                    | Campeonato de Mallorca (torneo oficioso)                                                                                   |
| ----------------------------------------------------------- | ----------------------------------------------------------- | ----------------------------------------------------------- | ----------------------------------------------------------- | --- |
| 1904                                                        | Veloz Sport Balear                                          | FBC Balear                                                  | Nuevo Balear                                                | Disputado por 4 equipos. Organizado por el Club España.                                                                    |
| 1908-09                                                     | Veloz Sport Balear                                          | FBC Unión                                                   | Club España (retirado)                                      | Disputado por 4 equipos. Primera fase del Campeonato de Baleares. Organizado por el Veloz Sport Balear.                    |
| 1910 (s/t)                                                  | Veloz Sport Balear                                          | F.C. Inca                                                   | Mallorquín                                                  | Disputado por 5 equipos. Organizado por el Centro Instructivo de Inca.                                                     |
| 1913 (s/t)                                                  | Veloz Sport Balear                                          | Palmesano F.C.                                              | Constantino                                                 | Disputado por 8 equipos. Organizado por el Veloz Sport Balear.                                                             |
| 1915-16                                                     | Veloz Sport Balear                                          | X                                                           | Palmesano F.C. (retirado)                                   | Disputado por 7 equipos. Primera fase del Campeonato de Baleares. Organizado por el Veloz Sport Balear.                    |
| 1917                                                        | R.S. Alfonso XIII F.C.                                      | R.S. Alfonso XIII F.C. B                                    | La Veda (retirado)                                          | Disputado por 4 equipos. Organizado por la R.S. Alfonso XIII F.C.                                                          |
| 1919                                                        | R.S. Alfonso XIII F.C.                                      | F.C. Manacor                                                | --                                                          | Disputado por 5 equipos y partido final. Primera fase del Campeonato de Baleares. Organizado por la R.S. Alfonso XIII F.C. |
| Campeonato de Mallorca (Comité Provincial Balear de Fútbol) |                                                             |                                                             |                                                             | |
| 1923-24                                                     | R.S. Alfonso XIII F.C.                                      | Regional F.C.                                               | Baleares F.C.                                               | Disputado por 4 equipos.                                                                                                   |
| 1924-25                                                     | R.S. Alfonso XIII F.C.                                      | Baleares F.C.                                               | Regional F.C.                                               | Disputado por 5 equipos.                                                                                                   |
| 1925-26                                                     | R.S. Alfonso XIII F.C.                                      | F.C. Manacor                                                | C.M. Felanich                                               | Disputado por 4 equipos.                                                                                                   |
| 1925-26 (esc.)                                              | Regional F.C.                                               | Baleares F.C.                                               | Constancia F.C.                                             | Disputado por 5 equipos.                                                                                                   |
| Campeonato de Mallorca (Federación Balear de Fútbol)        |                                                             |                                                             |                                                             | |
| 1926-27                                                     | R.S. Alfonso XIII F.C.                                      | Constancia F.C.                                             | Baleares F.C.                                               | Disputado por 6 equipos.                                                                                                   |
| 1927-28                                                     | Baleares F.C.                                               | Constancia F.C.                                             | Felanich F.C.                                               | Disputado por 3 equipos.                                                                                                   |
| 1927-28 (esc.)                                              | Disputado por 20 equipos en 4 grupos, no llegó a finalizar. | Disputado por 20 equipos en 4 grupos, no llegó a finalizar. | Disputado por 20 equipos en 4 grupos, no llegó a finalizar. | Disputado por 20 equipos en 4 grupos, no llegó a finalizar.                                                                |
| 1928-29                                                     | R.S. Alfonso XIII F.C.                                      | Constancia F.C.                                             | Baleares F.C.                                               | Disputado por 4 equipos.                                                                                                   |
| 1929-30                                                     | R.S. Alfonso XIII F.C.                                      | Baleares F.C.                                               | Athletic F.C.                                               | Disputado por 4 equipos.                                                                                                   |
| 1930-31                                                     | R.S. Alfonso XIII F.C.                                      | Constancia F.C.                                             | F.C. Manacor                                                | Disputado por 5 equipos.                                                                                                   |
| 1931-32                                                     | C.D. Mallorca                                               | Baleares F.C.                                               | Constancia F.C.                                             | Disputado por 5 equipos.                                                                                                   |
| 1932-33                                                     | Constancia F.C.                                             | C.D. Mallorca                                               | C.D. España                                                 | Disputado por 6 equipos.                                                                                                   |
| 1933-34                                                     | Constancia F.C.                                             | Baleares F.C.                                               | Athletic F.C.                                               | Disputado por 5 equipos.                                                                                                   |
| 1934-35                                                     | Constancia F.C.                                             | Baleares F.C.                                               | C.D. Mallorca                                               | Disputado por 5 equipos.                                                                                                   |
| 1935-36                                                     | C.D. Mallorca                                               | Baleares F.C.                                               | Constancia F.C.                                             | Disputado por 5 equipos.                                                                                                   |
| 1936-37                                                     | C.D. Mallorca                                               | Baleares F.C.                                               | Gim. Felanich                                               | Disputado por 5 equipos.                                                                                                   |
| 1937-38                                                     | C.D. Mallorca                                               | Constancia F.C.                                             | Gim. Felanich                                               | Disputado por 6 equipos.                                                                                                   |
| 1938-39                                                     | Constancia F.C.                                             | Baleares F.C.                                               | C.D. Soledad                                                | Disputado por 5 equipos.                                                                                                   |
| 1939-40                                                     | Athletic F.C.                                               | C.D. Mallorca                                               | Constancia F.C.                                             | Disputado por 5 equipos.                                                                                                   |

* (s/t): Campeonato inacabado.
* (esc.): campeonatos de equipos escindidos de la Federación

#### Palmarés
El equipo más laureado es el Real Club Deportivo Mallorca en sus anteriores denominaciones (R.S. Alfonso XIII F.C. y C.D. Mallorca), con un total de 13 campeonatos. A gran distancia le sigue el extinto Veloz Sport Balear, con cinco, y el Constancia F.C., con cuatro. El resto de equipos de la época figuran con un solo título.
Nombres de los equipos según la época.
| Equipo                               | Títulos | Subcampeonatos | Años campeonatos                                                             | Años subcampeonatos                                  |
| ------------------------------------ | ------- | -------------- | ---------------------------------------------------------------------------- | ---------------------------------------------------- |
| R.S. Alfonso XIII F.C./C.D. Mallorca | 13      | 2              | 1917, 1919, 1924, 1925, 1926, 1927, 1929, 1930, 1931, 1932, 1936, 1937, 1938 | 1933, 1940                                           |
| Veloz Sport Balear                   | 5       | 0              | 1904, 1909, 1910, 1913, 1916                                                 | --                                                   |
| Constancia F.C.                      | 4       | 5              | 1933, 1934, 1935, 1939                                                       | 1927, 1928, 1929, 1931, 1938                         |
| Baleares F.C.                        | 1       | 9              | 1928                                                                         | 1925, 1926, 1930, 1932, 1934, 1935, 1936, 1937, 1939 |
| Athletic F.C.                        | 1       | 0              | 1940                                                                         | --                                                   |
| Regional F.C.                        | 1       | 1              | 1926                                                                         | 1924                                                 |
| F.C. Balear                          | 0       | 1              | --                                                                           | 1904                                                 |
| C.F. Unión                           | 0       | 1              | --                                                                           | 1908                                                 |
| F.C. Inca                            | 0       | 1              | --                                                                           | 1910                                                 |
| Palmesano F.C.                       | 0       | 1              | --                                                                           | 1913                                                 |
| X (Veloz Sport Balear B)             | 0       | 1              | --                                                                           | 1916                                                 |
| R.S. Alfonso XIII F.C. B             | 0       | 1              | --                                                                           | 1917                                                 |
| F.C. Manacor (*)                     | 0       | 1              | --                                                                           | 1919                                                 |
| F.C. Manacor (*)                     | 0       | 1              | --                                                                           | 1926                                                 |

En cursiva aparecen los campeonatos no oficiales
(*) Eran equipos diferentes pese a la similitud en el nombre

### Campeonato de Menorca
En total se disputaron 16 ediciones del campeonato menorquín. Entre 1906 y 1923 se disputaron varias ediciones oficiosas. En algunos casos (1908 y 1916) el campeón disputó el campeonato balear celebrado poco después, aunque eran competiciones independientes y éstos se organizaban en Mallorca.
A partir de la instauración de la competición federada en 1923 el campeón se clasificaba automáticamente para disputar la fase final del Campeonato de Baleares y entre 1926 y 1929 también el subcampeón.
A diferencia de su homólogo mallorquín, el campeonato tuvo una única división durante toda su historia.
En 1929, por desavenencias con el organismo federativo, los clubes menorquines fueron expulsados de la Federación. Desde entonces se disputaron algunos torneos oficiosos de interés decreciente, que acabaron con la desaparición de parte de los clubes de la época. Esta situación duró hasta 1933, que se reemprendió el campeonato regional.
Al estallar la guerra civil española se dejó de disputar, tal como sucedió con la mayoría de campeonatos regionales. Acabada la guerra no dio tiempo de reorganizarlo para la temporada 1939-40 y directamente se rehízo como categoría regional la temporada siguiente.
Nombres de los equipos según la época.
| Temporada                                                  | Campeón                                                                          | Segundo                                                                          | Tercero                                                                          | Notas                                                                                           |
| Campeonato de Menorca (torneo oficioso)                    | Campeonato de Menorca (torneo oficioso)                                          | Campeonato de Menorca (torneo oficioso)                                          | Campeonato de Menorca (torneo oficioso)                                          | Campeonato de Menorca (torneo oficioso)                                                         |
| ---------------------------------------------------------- | -------------------------------------------------------------------------------- | -------------------------------------------------------------------------------- | -------------------------------------------------------------------------------- | ----------------------------------------------------------------------------------------------- |
| 1906                                                       | Ateneo de Mahón                                                                  | Club Mahonés                                                                     | El Bólido                                                                        | Disputado por 3 equipos. Organizado por el Ateneo Científico, Literario y Artístico de Mahón.   |
| 1908                                                       | Club Mahonés                                                                     | Club Villacarlino                                                                | Robur                                                                            | Disputado por 3 equipos. Organizado por el Ateneo Científico, Literario y Artístico de Mahón.   |
| 1909                                                       | Club Mahonés                                                                     | Robur                                                                            | --                                                                               | Disputado a partido único. Organizado por el Ateneo Científico, Literario y Artístico de Mahón. |
| 1916                                                       | Mahón F.C.                                                                       | España                                                                           | --                                                                               | Disputado a partido único. Organizado por el Mahón F.C.                                         |
| 1917                                                       | Organizado por el Mahón F.C., no llegó a finalizar.                              | Organizado por el Mahón F.C., no llegó a finalizar.                              | Organizado por el Mahón F.C., no llegó a finalizar.                              | Organizado por el Mahón F.C., no llegó a finalizar.                                             |
| 1923                                                       | U.S. Mahón                                                                       | Menorca F.C.                                                                     | Levantino F.C.                                                                   | Disputado por 4 equipos. Organizado por el Mahón F.C.                                           |
| Campeonato de Menorca (Comité Provincial Balear de Fútbol) |                                                                                  |                                                                                  |                                                                                  |                                                                                                 |
| 1923-24                                                    | U.S. Mahón                                                                       | Mahón F.C.                                                                       | C.S. España                                                                      | Disputado por 4 equipos.                                                                        |
| 1924-25                                                    | Mahón F.C.                                                                       | U.S. Mahón                                                                       | Zamora F.C.                                                                      | Disputado por 8 equipos.                                                                        |
| 1925-26                                                    | U.S. Mahón                                                                       | C.S. España                                                                      | C.D. Alayorense                                                                  | Disputado por 5 equipos.                                                                        |
| 1925-26 (esc.)                                             | Mahón F.C.                                                                       | Zamora F.C.                                                                      | Ciudadela F.C.                                                                   | Disputado por 4 equipos.                                                                        |
| Campeonato de Menorca (Federación Balear de Fútbol)        |                                                                                  |                                                                                  |                                                                                  |                                                                                                 |
| 1926-27                                                    | U.S. Mahón                                                                       | Mahón F.C.                                                                       | C.S. España                                                                      | Disputado por 6 equipos.                                                                        |
| 1927-28                                                    | U.S. Mahón                                                                       | Zamora F.C.                                                                      | C.S. España                                                                      | Disputado por 3 equipos.                                                                        |
| 1927-28 (esc.)                                             | Ciudadela F.C.                                                                   | Mahón F.C.                                                                       | C.D. Ferrerías                                                                   | Disputado por 3 equipos.                                                                        |
| 1928-29                                                    | U.S. Mahón                                                                       | Mahón F.C.                                                                       | Ciudadela F.C.                                                                   | Disputado por 4 equipos.                                                                        |
| 1929-30                                                    | No disputado por la expulsión de los equipos menorquines de la Federación Balear | No disputado por la expulsión de los equipos menorquines de la Federación Balear | No disputado por la expulsión de los equipos menorquines de la Federación Balear | No disputado por la expulsión de los equipos menorquines de la Federación Balear                |
| 1930-31                                                    | No disputado por la expulsión de los equipos menorquines de la Federación Balear | No disputado por la expulsión de los equipos menorquines de la Federación Balear | No disputado por la expulsión de los equipos menorquines de la Federación Balear | No disputado por la expulsión de los equipos menorquines de la Federación Balear                |
| 1931-32                                                    | No disputado por la expulsión de los equipos menorquines de la Federación Balear | No disputado por la expulsión de los equipos menorquines de la Federación Balear | No disputado por la expulsión de los equipos menorquines de la Federación Balear | No disputado por la expulsión de los equipos menorquines de la Federación Balear                |
| 1932-33                                                    | No disputado por la expulsión de los equipos menorquines de la Federación Balear | No disputado por la expulsión de los equipos menorquines de la Federación Balear | No disputado por la expulsión de los equipos menorquines de la Federación Balear | No disputado por la expulsión de los equipos menorquines de la Federación Balear                |
| 1933-34                                                    | C.D. Ciudadela                                                                   | U.S. Mahón                                                                       | F.C. Villacarlos                                                                 | Disputado por 4 equipos.                                                                        |
| 1934-35                                                    | C.D. Ciudadela                                                                   | C.D. Menorca                                                                     | U.S. Mahón                                                                       | Disputado por 6 equipos.                                                                        |
| 1935-36                                                    | C.D. Ciudadela                                                                   | C.D. Menorca                                                                     | U.S. Mahón                                                                       | Disputado por 7 equipos.                                                                        |
| 1936-37                                                    | No disputado por la Guerra Civil Española                                        | No disputado por la Guerra Civil Española                                        | No disputado por la Guerra Civil Española                                        | No disputado por la Guerra Civil Española                                                       |
| 1937-38                                                    | No disputado por la Guerra Civil Española                                        | No disputado por la Guerra Civil Española                                        | No disputado por la Guerra Civil Española                                        | No disputado por la Guerra Civil Española                                                       |
| 1938-39                                                    | No disputado por la Guerra Civil Española                                        | No disputado por la Guerra Civil Española                                        | No disputado por la Guerra Civil Española                                        | No disputado por la Guerra Civil Española                                                       |
| 1939-40                                                    | No disputado.                                                                    | No disputado.                                                                    | No disputado.                                                                    | No disputado.                                                                                   |

* (s/t): Campeonato inacabado.
* (esc.): campeonatos de equipos escindidos de la Federación

#### Palmarés
El equipo más laureado es la U.D. Mahón, con un total de seis campeonatos. A gran distancia le sigue el extinto C.D. Ciudadela, con tres, y el C.D. Menorca y el desaparecido Club Mahonés, con dos. El resto de equipos de la época figuran con un solo título.
Nombres de los equipos según la época.
| Equipo                               | Títulos | Subcampeonatos | Años campeonatos                   | Años subcampeonatos                      |
| ------------------------------------ | ------- | -------------- | ---------------------------------- | ---------------------------------------- |
| U.S. Mahón                           | 6       | 2              | 1923, 1924, 1926, 1927, 1928, 1929 | 1925, 1934                               |
| C.D. Ciudadela                       | 3       | 0              | 1934, 1935, 1936                   | --                                       |
| Menorca F.C./Mahón F.C./C.D. Menorca | 2       | 7              | 1925, 1926                         | 1923, 1924, 1927, 1928, 1929, 1935, 1936 |
| Club Mahonés                         | 2       | 1              | 1908, 1909                         | 1906                                     |
| Ateneo de Mahón                      | 1       | 0              | 1906                               | --                                       |
| Mahón F.C.                           | 1       | 0              | 1916                               | --                                       |
| Ciudadela F.C.                       | 1       | 0              | 1928                               | --                                       |
| Zamora F.C.                          | 0       | 2              | --                                 | 1926, 1928                               |
| Club Villacarlino                    | 0       | 1              | --                                 | 1908                                     |
| Robur                                | 0       | 1              | --                                 | 1909                                     |
| España                               | 0       | 1              | --                                 | 1916                                     |
| C.S. España                          | 0       | 1              | --                                 | 1926                                     |

En cursiva aparecen los campeonatos no oficiales

### Campeonato de Ibiza y Formentera
En Ibiza y Formentera el desarrollo del fútbol fue mucho más posterior y precario que en las islas vecinas (el fútbol fue conocido en 1920 y no empezó a extenderse hasta 1923). El Comité Provincial Balear estableció un campeonato regional federado en 1924, pero solo duró una temporada. Desde entonces se disputaron torneos informales, sin periodicidad ni regulación alguna, a cargo de iniciativas privadas y con equipos de escaso recorrido. Esta situación se prolongó hasta 1950, cuando se reimplantó la competición federada de manera definitiva.
El único club importante estos años fue la Sociedad Deportiva Ibicenca, federado entre 1933 y 1936, que llegó a disputar la segunda categoría del campeonato regional de Mallorca por falta de una estructura deportiva local competitiva.
En cualquier caso, los equipos de las Pitiusas no disputaron el Campeonato de Baleares en ninguna ocasión.
Nombres de los equipos según la época.
| Temporada | Campeón        | Segundo     | Tercero         | Notas |
| --------- | -------------- | ----------- | --------------- | ----- |
| 1924-25   | F. C. Ibicenco | C. D. Ibiza | C. D. Ebusitano |       |